# Roux
Roux er en blanding af hvedemel og fedtstof, der opvarmes og bruges til jævning. Den jævner en sauce, nuancerer smagen og farver evt. retten. En roux er begyndelsen til en opbagt sauce.
En klassisk roux foreskriver lige dele fedtstof og mel (i vægt). Smør eller klaret smør er klassisk. Svine-, okse- eller andefedt egner sig også. Vegetabilske olier er bedre, da de ikke indeholder protein og derfor ikke udfælder forkullet protein ved høj varme. Ved at bruge klaret smør undgås det. I klaret smør er indholdet af vand og protein fjernet ved smeltning, kogning, bruning og filtrering eller afskumning af det udfældede protein. 
Forskellen mellem en lys roux og mørk roux er opvarmningen af melet og fedstoffet.
En mørk roux laves ved høj varme og anvendes fx i den klassiske "sauce espagnole", mens en lys roux er grundlaget for veluté. En blond roux er en roux fremstillet af mel og smør og anvendes klassisk til bla. Sauce Bechamel. Roux anvendes også som jævning i supper og stuvninger. En roux jævner tre af de klassiske franske saucer: sauce béchamel, sauce velouté og sauce espagnole.
| Mad og drikke | Spire Denne artikel om mad og drikke er en spire som bør udbygges. Du er velkommen til at hjælpe Wikipedia ved at udvide den. |